# Rue Lochet
Pour les articles homonymes, voir Lochet.
La rue Lochet  est une voie de la commune de Châlons-en-Champagne, située au sein du département de la Marne, en région Champagne-Ardenne.

## Situation et accès
La rue Lochet appartient au centre-ville. Elle fut créée en 1861 par la couverture du Nau et nommée en l'honneur du général Lochet.
La voie est à sens unique allant de la rue de la Marne vers la place de la Victoire.

## Origine du nom
Elle porte le nom du général français de la Révolution et de l’Empire châlonnais Pierre-Charles Lochet (1767-1807).

## Bâtiments remarquables et lieux de mémoire
- L'ancien cinéma « Le Casino » puis « Bernard Blier », détruit. Façade conservée pour un immeuble de logements et de bureaux ;
- La Synagogue de Châlons-en-Champagne ;
- Le Temple protestant de Châlons-en-Champagne ;
- Hôtel de la Haute-Mère-Dieu, détruit en 2016, la partie donnant sur la place de la République a été reconstruite.

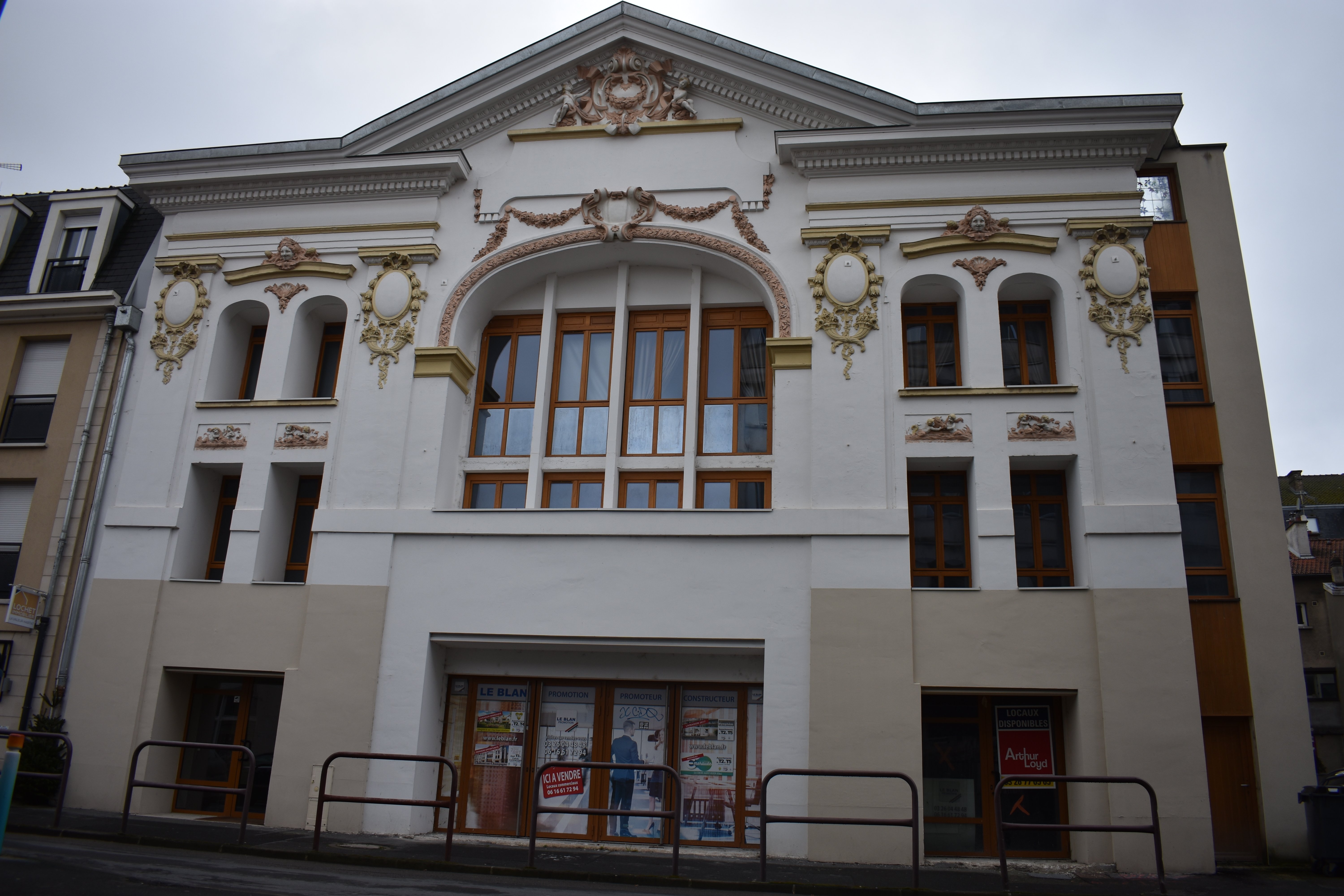
La façade de l'ancien cinéma
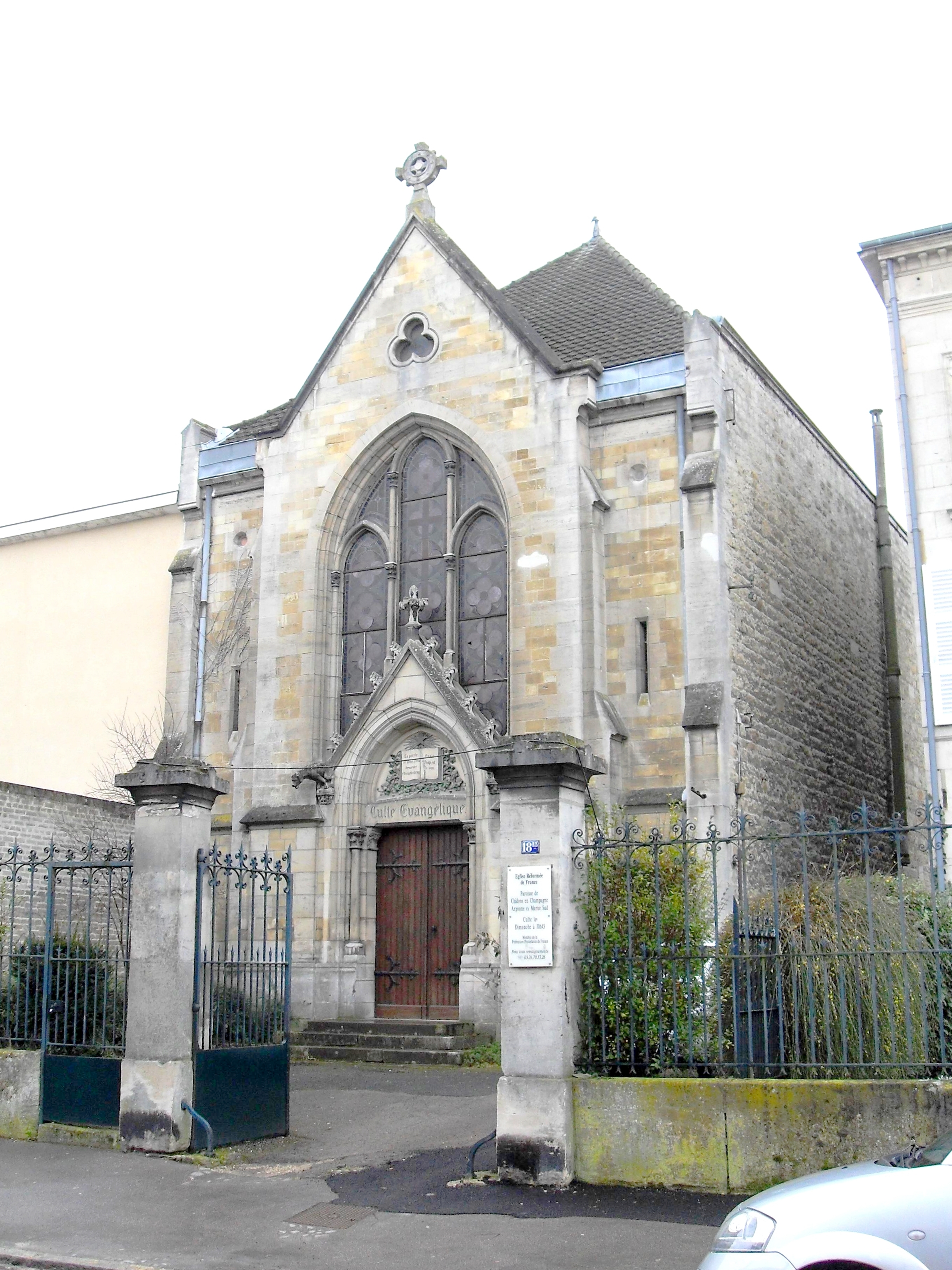
le Temple,
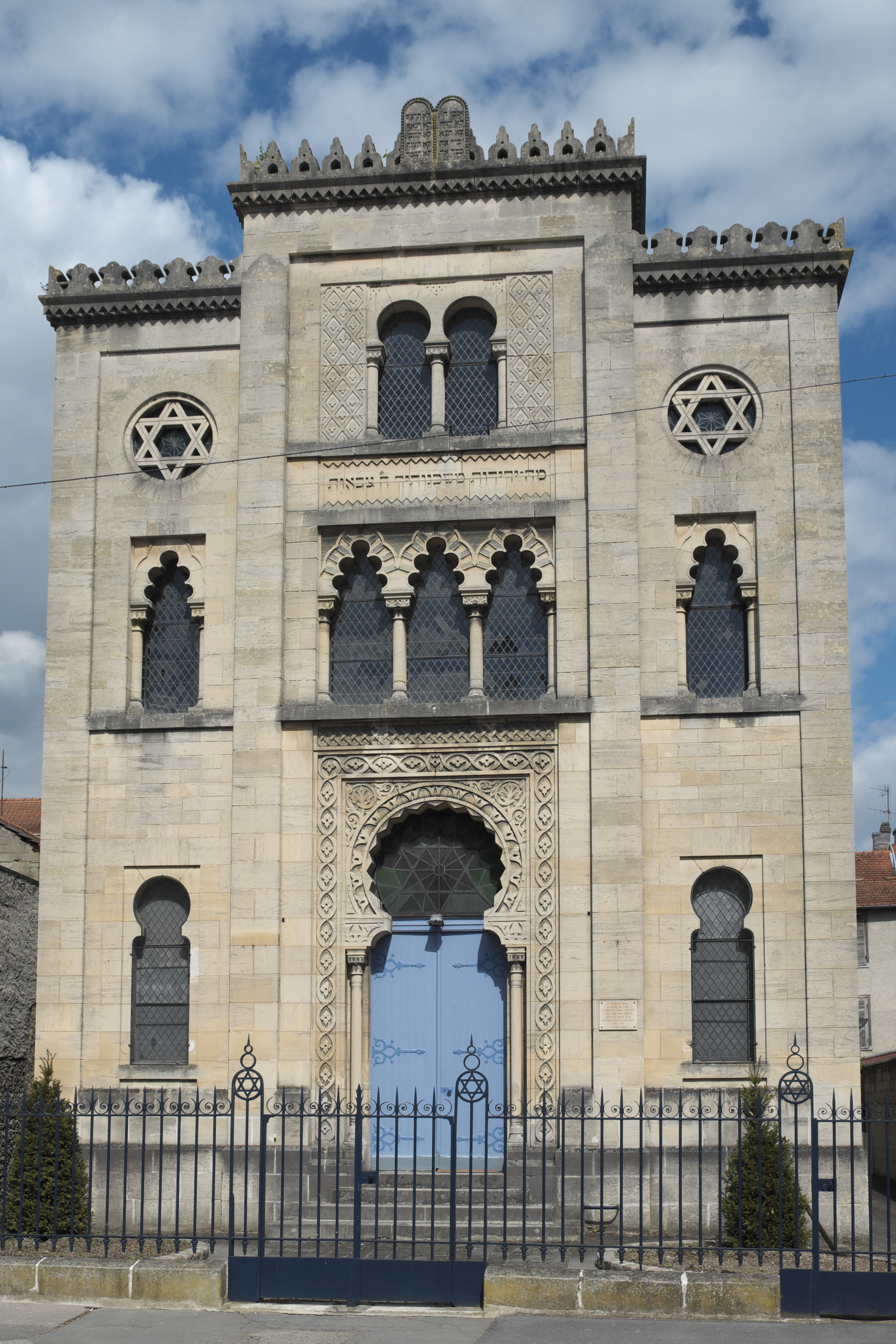
la Synagogue,
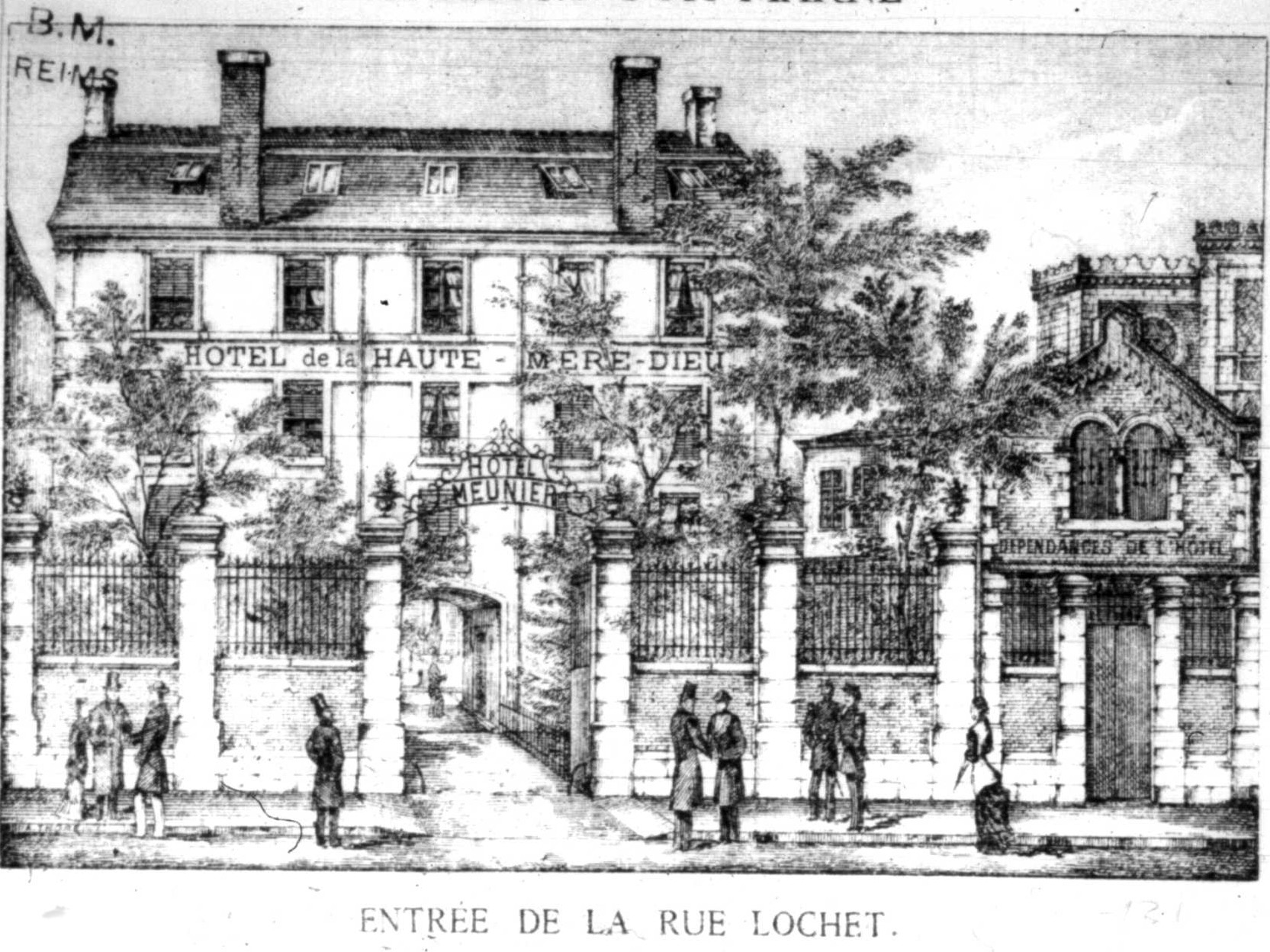
la Haute-Mère-Dieu, avec la synagogue à droite.